# Dave Jones (Klarinettist)
Dave Jones (* 22. Februar 1932 in Ilminster; † 1998) war ein britischer Jazzmusiker (Klarinette, auch Baritonsaxophon).
Jones arbeitete in den 1950er-Jahren mit der Band von Charlie Galbraith, um 1959 Mitglied der Band von Kenny Ball zu werden. Angefangen von „I Love You Samantha“ war er bei allen Hits von Ball zu hören und erspielte sich rasch internationale Anerkennung. Seit 1965 arbeitete er als freelance-Musiker, spielte mit den Kinks (Everybody’s in Show-Biz) und mit Galbraith, Mike Cotton, Pat Mason und Bill Nile sowie gelegentlich bei Acker Bilk. Später trat er in der Band von Ron Russell auf und dann bei Laurie Chescoe.
Digby Fairweather, der mit ihm in den 1970ern arbeitete, betont neben seinem Timing und seiner Technik seinen „fruchtigen, gehaltvollen Ton“.

## Lexigraphischer Eintrag
- Ian Carr, Digby Fairweather, Brian Priestley: Rough Guide Jazz. Der ultimative Führer zur Jazzmusik. 1700 Künstler und Bands von den Anfängen bis heute. Metzler, Stuttgart/Weimar 1999, ISBN 3-476-01584-X.

| Personendaten    | Personendaten          |
| ---------------- | ---------------------- |
| NAME             | Jones, Dave            |
| KURZBESCHREIBUNG | britischer Jazzmusiker |
| GEBURTSDATUM     | 22. Februar 1932       |
| GEBURTSORT       | Ilminster              |
| STERBEDATUM      | 1998                   |